# Snort
Snort è un software libero per l'analisi dei pacchetti all'interno di una rete. Nel campo della sicurezza informatica è molto utilizzato come Intrusion detection system.
È distribuito sotto i termini della licenza libera GNU General Public License.

## Descrizione
Snort è un software leggero e performante basato sulle librerie libpcap. Esegue in tempo reale l'analisi del traffico delle reti IP e grazie a questo riesce ad individuare potenziali minacce ed intrusioni.
Il controllo del traffico di rete avviene a diversi livelli quali:
- Analisi del protocollo.
- Analisi del contenuto.
- Confronto dei contenuti.

Alcune delle minacce che possono essere intercettate e bloccate sono:
- Buffer overflow
- Server message block
- Port scanning

Il funzionamento avviene impostando il programma in una delle sue modalità principali:
- Sniffer: il programma legge i pacchetti di rete e li mostra sulla console. Si può dire che è simile al funzionamento di tcpdump.
- Packet Logger: il programma esegue il log dei pacchetti di rete su disco. In pratica è una modalità simile a quella Sniffer ma che presenta molte più opzioni.
- NIDS: il programma analizza il traffico di rete e sulla base di regole definite dall'utente scattano dei particolari allarmi.
- Analisi forense: come la modalità NIDS ma in input riceve un dump di traffico di rete.

Le "regole personalizzate"  da inserire all'interno del programma sono molto diffuse ed utilizzate. Molte, già scritte e testate, sono reperibili online a molti indirizzi di comunità di sicurezza informatica
Gli output dell'analisi fornita dal programma possono essere reindirizzati ed organizzati in diversi formati quali:
- Unified format (formato di Snort);
- XML;
- Conservazione in basi di dati quali MySQL, Oracle, PostgreSQL;
- Formato tcpdump/libcap;
- ASCII;
- WinPopup (SMB);
- Log di sistema.

## Plugin
Una delle maggiori potenzialità di Snort è quella di poter essere ampliato attraverso plug-in. Molti sono i plug-in esistenti e numerosi sono stati sviluppati da terze parti. Le funzionalità aggiuntive sono tra le più disparate quali interfacce di amministrazione, strumenti di report, strumenti di analisi dei log, ecc. In generale, i plug-in sono classificati in tre categorie:
- Preprocessori: esaminano i pacchetti prima che vengano identificati.
- Rilevamento: eseguono dei controlli su alcuni campi o aspetti particolari dei pacchetti. Alcuni permettono di inserire nuove tipologie di regole che si basano su informazioni statistiche e non solo sul confronto di contenuti ed intestazioni.
- Output: trasformano i dati di analisi in svariate forme rappresentative o li categorizzano in svariati log.

Alcuni dei plug-in più conosciuti sono:
- Sguil (software libero)
- Sourcefire (software proprietario, prodotto dalla compagnia che sviluppa Snort)
- Base (software libero, non più mantenuto)